# Повзик багамський
Повзик багамський (Sitta insularis) — вид горобцеподібних птахів родини повзикових (Sittidae). Ендемік Багамських Островів.

## Опис
Довжина багамського повзика становить 10,5 см, вага 9,8—10,1 г. Це дрібний представник свого роду. Верхня частина тіла у птаха блакитнувато-сіра, тім'я коричневе, на шиї біла пляма. Нижня частина тіла білувата з охристим відтінком. Дорослі птахи є схожими на малих повзиків (S. pusilla), однак мають довший і тонший дзьоб, темно-коричневу смугу через очі та значно коротші крила. Також вони відрізняються за вокалізацією.

## Поширення і екологія
Багамські повзики живуть в лісах карибської сосни (Pinus caribaea) на острові Великий Багама. Віддають перевагу чистим сосновим насадженням. Живляться комахами та іншими безхребетними, яких шукають поодинці або невеликими зграйками. Як і інші повзики, лазають вгору та вниз по стовбурах дерев.

## Таксономія
До 2020 року багамський повзик вважався підвидом малого повзика, однак після того, як дослідження вокалізації показало значні відмінності між цими птахами, багамські повзики були визнані окремим видом. В деяких попередніх дослідженнях науковці стверджували, що багамські повзики є підвидом малих повзиків, а не окремим видом на підставі того факту, що цей вид був історично відомий лише з Великої Багами, яка відокремилася від островів Абако лише близько 2500 років тому. Це могло б вказувати на те, що повзики лише нещодавно колонізували Велику Багаму, недостатньо давно, щоб утворити новий вид. Однак пізніші генетичні дослідження показали, що два види, ймовірно, розділилися близько 685 000 років тому. Згодом були описані пізньоплейстоценові викопні рештки S. insularis з островів Абако та Лонг-Айленд, що вказують на те, що багамські повзики раніше мали більший ареал, однак, з невідомих поки причин, виявилися обмеженими Великою Багамою в голоцені.

## Збереження
МСОП класифікує цей вид як такий, що перебуває на межі зникнення, однак, можливо, багамські повзики вже вимерли. Через дуже обмежений ареал, їм загрожує знищення та деградація природного середовища, пожежі та урагани. Інвазивні види, зокрема маїсові полози (Pantherophis guttatus), звичайні ракуни (Procyon lotor), хатні горобці (Passer domesticus) і звичайні шпаки (Sturnus vulgaris), можливо, також частково спричинили скорочення популяції повзиків. Майже весь сосновий ліс на Великому Багамі був вирубаний у 1950-х роках, але частина лісу з того часу відновилася, і повзиків спостерігали під час польових досліджень 1969 та 1978 років. Однак під час масштабних досліджень 1993 року було виявлено лише 2 особини повзиків, що вказує на те, що їхня кількість значно скоротилася з невідомих причин. Усі спостереження повзиків у 2000-х роках відбувалися на приватній ділянці "Lucaya Estates", або поблизу неї. За оцінками 2004 року популяція багамських повзиків нараховувала 1800 осіб, але автори визнали, що це надто оптимістична цифра, а під час досліджень 2007 року було виявлено лише близько 23 осіб. Великі Багами постраждали від урагану Метью в 2016 році, який завдав значних збитків популяції повзиків. Під час місячних спостережень місцевого орнітолога та 4 днів інтенсивних досліджень у січні 2018 року не було виявлено жодного птаха, що призвело до побоювань, що птах вимер, доки не було проведено широких досліджень навесні та влітку 2018 року, за результатами яких науковці кілька разів спостерігали повзиків, а одного разу одразу дві особини.

### Можливе вимирання
Надзвичайно руйнівний ураган Доріан 2019 року міг призвести до повного зникнення популяції багамських повзиків. Цей тривалий шторм категорії 5 призвів до значних руйнувань та до затоплення соснового лісу солоною водою. У прес-релізі American Bird Conservancy повідомила, що в районі, де востаннє бачили птахів, все ще ростуть сосни, але оскільки ліс був залитий солоною водою, дерева можуть загинути через певний період часу, і підтримала подальші дослідження з пошуку повзиків. Однак малоймовірно, що птахи витримали 24-годинний шторм зі швидкістю 295 км/год, який був у цій місцевості. МСОП після урагану 2020 року все ще враховує ймовірність того, що вид продовжує існувати, хоча навіть якщо популяція багамських повзиків і збереглася, її максимальний розмір не перевищує 50 особин і, ймовірно, вона є значно меншою. Необхідні подальші дослідження, які мають підтвердити статус багамських повзиків.